# Ryft Terceira

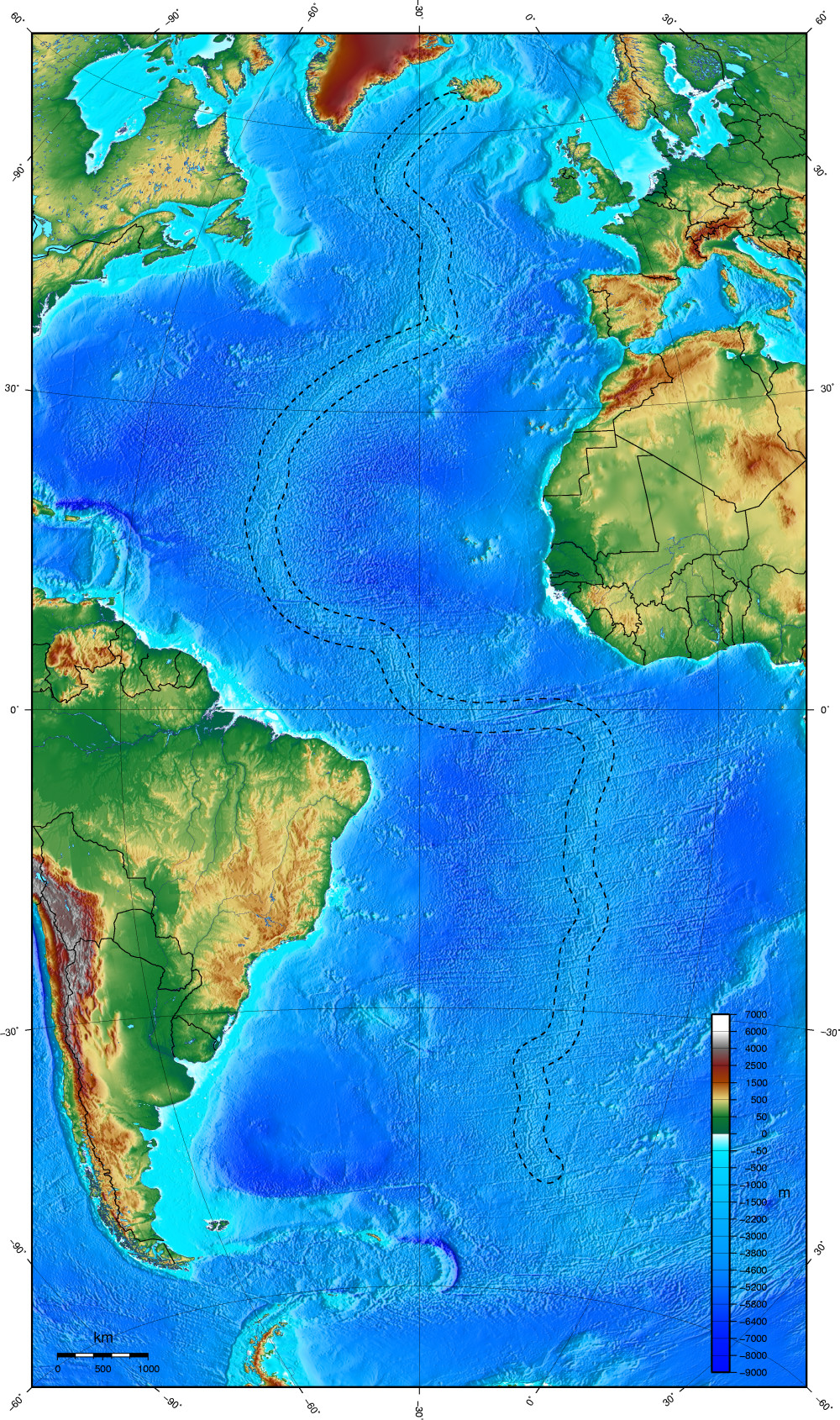
Ocean Atlantycki

Ryft Terceira (ang. Terceira Rift) – krótki ryft znajdujący się w środkowej części Oceanu Atlantycki. Należy do atlantyckiego systemu rozłamów skorupy ziemskiej.
Ciągnie się od węzła potrójnego Azorów do uskoku transformacyjnego Azory-Gibraltar.
Oddziela leżącą na północy płytę eurazjatycką od płyty afrykańskiej.